# Dudu Patetuci
Carlos Eduardo Patetuci, mais conhecido como Dudu Patetuci (Rio de Janeiro, 10 de fevereiro de 1972), é um treinador e ex-futebolista brasileiro, que atuava como meia. Atualmente dirige a Seleção Brasileira Sub-16 e Sub-18 e também atuou como auxiliar dos treinadores das seleções sub-17, Guilherme Dalla Déa, e sub-20, André Jardine.

## Como jogador
Revelado nas categorias de base do Flamengo, Dudu ganhou notoriedade por ter atuado como profissional no Fluminense entre os anos de 1991 e 1995.

## Como treinador
Ao encerrar a carreira de jogador, Dudu Patetuci se formou em educação Física e posteriormente se especializou em Treinamento desportivo na UFRJ Lato sensu e passou a dirigir os times das divisões de base do Flamengo. Em 2014, ele conquistou 3 títulos: a Copa Guri, o Campeonato Metropolitano Sub-14 e a Rede Ball.

 Já ano seguinte, foi campeão da Copa Brasil Infantil.
Já em 2018, assumiu o a categoria sub-15 do Clube de Regatas Vasco da Gama, sendo campeão estadual em 2019. 
Em fins de 2019, foi contratado pela CBF para comandar as Sub-16 e Sub-18. Em 2024 foi Treinador no Sul-americano Sub 15 disputado na Bolívia. Em 2025 assumiu a categoria Sub 17 que irá disputar o Sul-americano Sub 17 em Cartagena - Colômbia.

## Títulos

### Como treinador
Flamengo
- Copa Guri: 2014
- Campeonato Metropolitano Sub-14: 2014
- Rede Ball: 2014
- Copa Brasil Infantil: 2015
- Campeão Estadual Sub 15: C.R. Vasco da Gama 2019
- Campeão do Mundo Sub 17: Campeão do Mundo Sub 17 como Auxiliar Técnico da Copa do Mundo disputada foi Brasil 2019

{Referências}}
1. ↑  «Título invicto, artilharia e melhor goleiro no sub-14». Flamengo.com.br. 2 de fevereiro de 2014. Consultado em 2 de junho de 2015
2. ↑  «Técnico destaca bom momento do Sub-14». Flamengo.com.br. 21 de novembro de 2014. Consultado em 2 de junho de 2015
3. ↑  «Flamengo Sub-14 é campeão do Rede Ball». Flamengo.com.br. 19 de dezembro de 2014. Consultado em 2 de junho de 2015
4. ↑  «Flamengo é campeão da Copa Brasil sub-15 invicto». Flamengo.com.br. 25 de janeiro de 2015. Consultado em 2 de junho de 2015
5. ↑  GE. 5 de outubro de 2019 https://globoesporte.globo.com/futebol/selecao-brasileira/noticia/cbf-anuncia-dudu-patetuci-como-treinador-das-selecoes-sub-16-e-sub-18.ghtml. Consultado em 28 de novembro de 2020 Parâmetro desconhecido |Em 2019 se consagrou campeão do Mundo Sub 17. título= ignorado (ajuda); Em falta ou vazio |título= (ajuda)
6. ↑  «Base da Seleção Brasileira intensifica avaliações durante paralisação». Site Oficial da CBF. 14 de julho de 2020. Consultado em 28 de novembro de 2020